# Пір'їнник гребінчастий
Пір'їнник гребінчастий (Ptilium crista-castrensis) — вид мохів порядку гіпнобрієвих (Hypnales).

## Поширення
Ареал охоплює такі частини світу: Європа, Азія, Північна Америка.
Населяє хвойні ліси, тундру, торфовища, листяні ліси, особливо в бореальних областях; на висотах від 0 до 2000 метрів.

## Характеристика

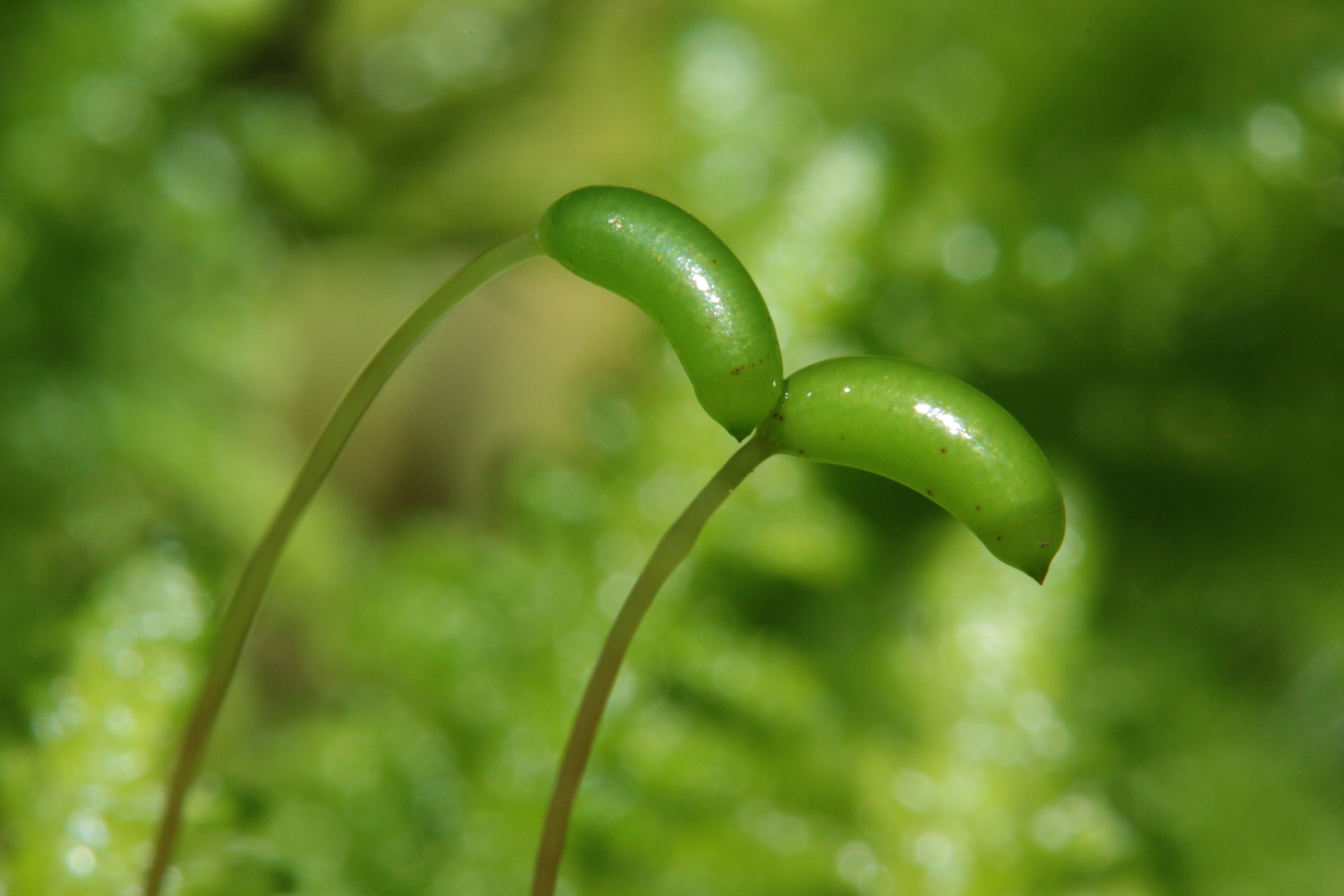

Рослини темно-зелені в глибоко затінених місцях, від оранжево-золотистих до іржавих на відкритих місцях. Стебла 3–10 см, зазвичай загнуті на верхівках, гілки 0.3–1.5 см; піднімаються під прямим кутом, загнуті на верхівках або загострені; ризоїди зазвичай відсутні. Листки звужені до верхівки, 2–3 мм. Коробочкові ніжки 2–3 см. Коробочка червоно-коричнева, 1.5–2 мм. Спори 12–16 мкм.